# Rafael Gatica Soiza
Rafael Gática Soiza (Illapel, 1811 - Santiago, 1876) fue un hombre público chileno. 
Hijo de José Agustín Gática Iturrieta y Mercedes Soiza Fernández. En el testamento de su padre aparecían por lo menos trece hermanos, no se sabe con certeza si la familia llegaba hasta ahí. Estudió derecho y se graduó de abogado en 1832. Con sus dos hermanos mayores, Juan José y José Manuel, crearon la empresa Gática y hermanos, para dedicarse a la explotación de minas de cobre en Illapel y a los hornos de fundición.
Amigo personal de Manuel Montt Torres, éste fue su padrino de matrimonio en 1850, cuando contrajo nupcias con doña Tránsito Ortúzar Castillo, con quien tuvo cinco hijos.
Perteneció al Partido Conservador, por el cual fue elegido diputado por Illapel en 1834, pero su elección fue anulada por no ser compatible con el cargo por edad. 
Diputado por Ancud, Quinchao y Castro en 1837-1840. En 1846 volvió al Congreso, esta vez por Quillota y Limache; por Valparaíso y Casablanca en 1849; Petorca y La Ligua en 1852; Illapel, Ovalle y Combarbalá en 1855; Linares y Parral en 1858 y 1861.